# Neil Newbon
Neil Newbon (ur. 14 sierpnia 1978) – angielski aktor, znany z ról Elijaha Kamskiego i Gavina Reeda w Detroit: Become Human i Karla Heisenberga w Resident Evil Village. Zdobył The Game Award w 2023 za przedstawienie postaci Astariona w Baldur's Gate 3.